# Lövberg
Lövberg är en by i Ljustorps socken, Timrå kommun, Medelpad. Här finns boende, en bonde, Lövbergsåsens arkeologistig och Röjesjöns badplats.